# Peter Senge
Peter Michael Senge, född 1947 i Stanford, Kalifornien, är en amerikansk forskare inom organisationssystem. Senge undervisar på MIT Sloan School of Management, som är en del av New England Complex Systems Institute. Han är känd för att ha skrivit boken The Fifth Discipline: The Art and Practice of the Learning Organization där första upplagan publicerades år 1990, och andra upplagan år 2006.
Peter Senge studerade bland annat filosofi och flyg- och rymdteknik på Stanford University. Senge tog sedan ytterligare en magisterexamen i sociala modellsystem från (MIT) år 1972, samt en doktorsexamen i ledarskap år 1978.

## Peter Senges fem discipliner (tankesätt)
- Personligt mästerskap. Senge belyser hur viktigt det är att ha en inre drivkraft och motivation som kan ge ett kontinuerligt lärande. Man behöver en klar förmåga att kunna fokusera samt lägga sin energi till att skaffa sig en realistisk uppfattning. Individens inlärningen och personlig utveckling är också centralt. Dock har många människor de motsatta erfarenheterna när det gäller organisationer. Många upplever i början stort engagemang men ju mer tiden går avtar motivationen samt entusiasmen för arbetet. [6]

- Mentala Modeller. Senge menar att när det i en grupp redan finns färdiga eller förutfattade föreställningar, bilder och synsätt kan det blockera lärandet. Den mentala modellen påverkar vad vi gör och uppfattar. Hur vi ser på vår omvärld samt vår förståelse för diverse begrepp. Det är begreppen som är byggstenarna som våra referensramar består av. Denna solida ram av föreställningar kan ge en skev och ej rättvis uppfattning av verkligheten, samt begränsa potentiell utveckling. Senge lyfter då fram ett exempel ur författaren H.C. Andersens berättelse Kejsarens nya kläder som beskriver hur vissa kollektiva föreställningar kan likna mental programmering. Att ingen såg en annan sanning förrän ett oprogrammerat barn bevisade motsatsen, och på så sätt vidgas den existerande mentala modellen.[6]

- Skapa en gemensam vision. Att sätta upp mål som får gruppen att vilja sträva efter att lyckas. När en karismatisk ledare målar upp bilden av en ljus framtid ger det en stark önskan bland medarbetarna att få resultat inte för att de är tillsagda utan vilja. Målet ska engagera hela organisationen, när en vision som stimulerar gruppen är satt skapas en lärande organisation.[6]

- Gruppinlärning. Lärandet i ett team eller en grupp ses som den grundläggande metoden för inlärning. De bakomliggande faktorerna för inlärningsmetoden är via dialoger och diskussioner mellan medlemmarna i gruppen, vilket gör att gruppen blir mer effektiv i själva lärandet än vad de skulle vara som enskilda individer. Det leder även till att gruppen blir mer utvecklad, då de tillsammans får nya inblick utifrån varandras åsikter och tankar via dialoger med varandra som i sin tur ökar samt utvecklar gruppmedlemmarnas lärdom via en gemensam insats. Inom gruppinlärning skiljer Senge mellan dialog och diskussion. Han menar att inom diskussion handlar det om att övertala sina medlemmar om vad som är rätt samt vägleda de till det rätta resultatet. Det finns ett tydligt rätt och fel svar inom diskussion, medan inom dialoger är det mer öppet och fritt. Ordbytet sker mellan varandra för att tillsammans få bredare kunskap och som grupp försöka bli klokare.[6]

- Systemtänkande. Helhetstänkande är Senges femte lärande disciplin och handlar om att se hur organisationen är sammankopplad för att sedan kunna ta beslut utifrån det sammanhanget. Utmaningen i att ta beslut utifrån ett helhetsperspektiv ligger i att man vill ta beslut som gynnar sin egen avdelning, men organisationens bästa måste sättas som högsta prioritet. Det underlättar att tänka på organisationen som en cirkel där den ena änden måste möta den andra för att cirkeln ska bli sluten.[6]